# Беловский (Алтайский край)
Беловский — посёлок в Троицком районе Алтайского края. Административный центр Беловского сельсовета.

## География
Находится в центральной части края. 
Климат
континентальный. Средняя температура января −19 °C, июля +19,9 °C. Годовое количество атмосферных осадков 450 мм.

## История
Возник в 1930 году как центральная усадьба свинсовхоза «Беловский». 
В 1983 году в состав посёлка включено село Малое Белое.

## Население
| 1997  | 1998  | 1999  | 2000  | 2001  | 2002  | 2003  | 2004  | 2005  |
| ----- | ----- | ----- | ----- | ----- | ----- | ----- | ----- | ----- |
| 1782  | ↗1805 | ↘1785 | ↘1679 | ↗1694 | ↘1596 | ↗1606 | ↘1540 | ↗1672 |
| 2006  | 2007  | 2008  | 2009  | 2010  | 2011  | 2012  | 2013  |       |
| ↘1564 | ↘1507 | ↘1488 | ↗1508 | ↘1248 | →1248 | ↘1239 | ↘1220 |       |

Национальный состав
Согласно результатам переписи 2002 года, в национальной структуре населения русские составляли 91 % от 1630 чел..

## Инфраструктура
Администрация поселения, почтамт, школа.

## Транспорт
Проходит автодорога межмуниципального значения Н-5103 "а/д Р-256 - Беловский - Загайново - Лесной - Южаково - Многоозерный - Боровлянка"